# Claire Bretécher
Claire Bretécher, född 17 april 1940 i Nantes, död 10 februari 2020 i Paris, var en fransk serieskapare. 
Bretécher är mest känd för sina porträtt av kvinnor och inlägg i genusdebatten. I Sverige är hon mest känd för sin serie De frustrerade (franska: Les Frustrés, 1975–1980). Den fem album långa serien tillhörde de mest populära under vuxenserievågen i Sverige när den översattes till svenska 1980–1984.
Hon var också viktig som tidningsgrundare. Hon var 1972 en av grundarna till L'Écho des Savanes, den första franska vuxenserietidningen.

## Utgivet på svenska
(Översättning Britta Gröndahl, förlag Hammarström & Åberg, om ej annat anges)
- De frustrerade (Les Frustrés) (1980–1984)
- Porträtt (Portraits) (översättning Christina Sohlberg, Storken, 1984)
- Vårkänslor: två bildberättelser om barn för frustrerade vuxna (Ur Le cordon infernal) (1985)
- Mödrarna (Les Mères) (1985)
- Älskade provrörsbarn (Le Destin de Monique) (1986)
- Bretéchers bästa (1986) [urval ur tidigare utgåvor]
- Bretécher om barn (1986) [urval ur tidigare utgåvor]
- Oss kvinnor emellan ... (1987) [urval ur tidigare utgåvor]
- Doktor Håhlfoths praktik (Docteur Ventouse, bobologue) (1987)
- Doktor Håhlfoths nya recept (Docteur Ventouse, bobologue. 2) (1987)
- Prinsessan Cellulisa (Cellulite) (översättning Anna Pi Tillman, RSR Epix, 1988)
- Agrippina (Agrippine) (översättning Anders Jönsson och Gunilla Sondell, Hammarström & Åberg, 1989)

## Källhänvisningar
1. 1 2 3 4  matchID, matchID-ID: k9K_WbZd8n3Q.[källa från Wikidata]
2. 1 2  Christine Bard & Sylvie Chaperon (red.), Dictionnaire des féministes, s. 206.[källa från Wikidata]
3. ↑  Bibliothèque nationale de France, BnF Catalogue général : öppen dataplattform.[källa från Wikidata]
4. ↑  Claire Bretécher, 58 ans, rare réussite féminine de la BD.Bien dans sa coquille, elle sort son cinquième «Agrippine».Fine de claire (på franska), Libération, 19 november 1998, läs online.[källa från Wikidata]
5. ↑  WorldCat Entities, OCLC, WorldCat Entities-ID: E39PBJdCkRv7xhtQBH8kK3Hpyd, läs online, läst: 9 februari 2025.[källa från Wikidata]
6. ↑  läs online, llegim.ara.cat .[källa från Wikidata]
7. ↑  läs online, www.landrucimetieres.fr  .[källa från Wikidata]
8. ↑  läs online, books.google.fr .[källa från Wikidata]
9. ↑  Guy Carcassonne : "la réussite d'un étudiant "fils de rien"" (på franska), Le Monde, 28 maj 2013, läs online.[källa från Wikidata]
10. ↑  Christine Bard & Sylvie Chaperon (red.), Dictionnaire des féministes, s. 208.[källa från Wikidata]
11. 1 2  ”Claire Bretécher”. www.ne.se. https://www.ne.se/uppslagsverk/encyklopedi/l%C3%A5ng/claire-bretecher. Läst 21 november 2018.